# Eristalis
Eristalis is een geslacht van tweevleugeligen (Diptera) uit de familie zweefvliegen (Syrphidae). Het zijn robuuste vliegen waarvan er diverse algemeen voorkomen in Nederland en België. Daaronder de typesoort van het geslacht, Eristalis tenax, de blinde bij, die in grootte en vorm sterk lijkt op E. pertinax of kegelbijvlieg, maar een ander vliegseizoen heeft. Naast deze twee soorten komen ook E. horticola of bosbijvlieg, E. nemorum of puntbijvlieg en E. arbustorum of kleine bijvlieg zeer algemeen voor. Al deze vliegen vertonen meer of minder gelijkenis met de honingbij. Eristalis intricarius of hommelbijvlieg toont echter grote gelijkenis met verschillende soorten hommels.
De veenbijvlieg komt vrij algemeen voor in veen- en plassengebieden, terwijl de onvoorspelbare bijvlieg op een aantal plaatsen in Nederland in de buurt van ruderaal terrein te vinden is. De Friese bijvlieg is vrij zeldzaam en komt alleen in bosgebieden in het noordelijke deel van Nederland voor. Tot slot zijn de snuitbijvlieg, de alpenbijvlieg, de roodpootbijvlieg en de bergbijvlieg zeer zeldzaam of geheel uit Nederland verdwenen.

## Wetenschappelijke naam
De wetenschappelijke naam van het geslacht werd in 1804 voorgesteld door Pierre André Latreille. Hij nam in het geslacht zeven soorten op, maar noemde ze allemaal als een combinatie met de geslachtsnaam Syrphus, zodat niet impliciet duidelijk werd welk grammaticaal geslacht Latreille aan Eristalis toekende (het grammaticaal geslacht van Syrphus is mannelijk). In de twee eeuwen volgend op de publicatie werd Eristalis nu eens als vrouwelijk, dan weer als mannelijk zelfstandig naamwoord opgevat. In het Nederlands taalgebied (Van der Goot, 1954, Van der Goot, 1981, Barendregt, 1982, Verlinden, 1991) werd Eristalis consequent als een mannelijk woord behandeld, net als in de Britse, Poolse, Tsjechische, Spaanse en Portugese literatuur. In diverse andere Europese taalgebieden en in Noord-Amerika was de traditie om het als een vrouwelijk woord te beschouwen. In 1993 plaatste de International Commission on Zoological Nomenclature de naam als mannelijk op de officiële naamlijst, zonder die keuze echter te verantwoorden. In 2004 dienden Peter Chandler, Andrew Wakeham-Dawson en Angus McCullough een verzoek in bij diezelfde commissie om het grammaticaal geslacht van Eristalis als vrouwelijk vast te leggen. Ze refereerden daarbij aan ICZN Art. 30.1.1, waarin is geregeld dat een naam in Latijnse vorm het grammaticaal geslacht krijgt dat het in het Latijn heeft als het een in die taal bestaand woord is. In Composition of Scientific Words van R.W. Brown (1954) wordt "eristalis" genoemd als een vrouwelijk woord waarmee een onbekende edelsteen wordt aangeduid. Het verzoek van Chandler et al. werd minder dan twee jaar na indiening ingewilligd.

## Systematiek
Het geslacht wordt door diverse auteurs onderverdeeld in ondergeslachten en soortgroepen (Eristalis, Eristalomyia, Eoeristalis etc.). Daarmee is in de lijst hieronder echter geen rekening gehouden.
De soorten zijn:
| - Eristalis abusiva Collin, 1931 – Kustbijvlieg - Eristalis alleni Thompson, 1997 - Eristalis alpina (Panzer, 1798) – Alpenbijvlieg - Eristalis anthophorina (Fallén, 1817) – Friese bijvlieg - Eristalis arbustorum (Linnaeus, 1758) – Kleine bijvlieg - Eristalis barda (Say, 1829) - Eristalis basilaris Macquart, 1834 - Eristalis bellardii Jeannicke, 1867 - Eristalis beltrami Telford, 1970 - Eristalis bogotensis Macquart, 1842 - Eristalis brousii Williston, 1882 - Eristalis calida Walker, 1849 - Eristalis californica Najar & Cole, 1968 - Eristalis cerealis Fabricius, 1805 - Eristalis circe Williston, 1891 - Eristalis compacta Walker, 1849 - Eristalis corymbus Violovitsh, 1975 - Eristalis croceimaculata Jacobs, 1900 - Eristalis cryptarum (Fabricius, 1794) – Roodpootbijvlieg - Eristalis deserta Violovitsh, 1977 - Eristalis dimidiata Wiedemann, 1830 - Eristalis dubia Macquart, 1834 - Eristalis everes Walker, 1852 - Eristalis fenestrata De Meijere, 1908 - Eristalis flavipes Walker, 1849 - Eristalis fraterculus (Zetterstedt, 1838) - Eristalis gatesi Thompson, 1997 - Eristalis gomonojunovae Violovitsh, 1977 - Eristalis hirta Loew, 1866 - Eristalis horticola (De Geer, 1776) – Bosbijvlieg - = Eristalis lineata (Harris, 1776) - Eristalis inflata Macquart, 1834 - Eristalis intricaria (Linnaeus, 1758) – Hommelbijvlieg - Eristalis japonica Van der Goot, 1964 | - Eristalis jugorum Egger, 1858 – Snuitbijvlieg - Eristalis kamtshatica Violovitsh, 1977 - Eristalis latifrons Zetterstedt, 1843 - Eristalis lunata De Meijere, 1908 - Eristalis marfax Curran, 1947 - Eristalis nemorum (Linnaeus, 1758) – Puntbijvlieg - = Eristalis interrupta (Poda, 1761) - Eristalis obscura (Loew, 1866) – Broekbijvlieg - Eristalis oestracea (Linnaeus, 1758) - Eristalis pacifica Violovitsh, 1977 - Eristalis pertinax (Scopoli, 1763) – Kegelbijvlieg - Eristalis persa Williston, 1891 - Eristalis picea (Fallén, 1817) – Veenbijvlieg - Eristalis pilosa Loew, 1866 - Eristalis precipua Williston, 1888 - Eristalis pseudorupium Kanervo, 1938 - Eristalis rabida Violovitsh, 1977 - Eristalis reflugens Doleschall, 1858 - Eristalis rossica Stackelberg, 1958 - Eristalis rupium Fabricius, 1805 – Bergbijvlieg - Eristalis saphirina Bigot, 1880 - Eristalis saxorum Wiedemann, 1830 - Eristalis semicirculus Walker, 1852 - Eristalis similis (Fallén, 1817) – Onvoorspelbare bijvlieg - = Eristalis pratorum Meigen, 1822 - Eristalis stipator Osten-Sacken, 1877 - Eristalis tammensis Bagatshanova, 1980 - Eristalis tenax (Linnaeus, 1758) – Blinde bij - Eristalis tibetica Violovitsh, 1976 - Eristalis transversa Wiedemann, 1830 - Eristalis tricolor Bigot, 1880 - Eristalis tundrarum Frey, 1932 - Eristalis vallei (Kanervo, 1934) - Eristalis vandykei Nayar & Cole, 1968 |